# 農業工学科
農業工学科（のうぎょうこうがくか）は、高等学校などにおいて農業施設や機械の設計・施工などの基本的な知識と技術あるいは技能を修得させる科。
かつては農業大学、旧制の農学校や短期大学、あるいは専修学校や職業訓練の職業能力開発校においてこの名称で設置していた。

## 農業工学科をもつ学校
- 栃木県立宇都宮白楊高等学校
- 熊本県立八代農業高等学校
- 鹿児島県立薩摩中央高等学校

大学の場合
課程制（学科を設けない）
- 帯広畜産大学畜産学部畜産環境科学科→畜産科学課程環境農学ユニット
- 東京大学農学部6類生物・環境工学専攻
  - 大学院は農学生命科学研究科生物・環境工学専攻生物システム工学専修・地域環境工学専修

学科制
- 北海道大学農学部生物環境工学科
- 北里大学獣医学部生物環境科学科
- 滋賀県立大学農字部環境科学部生物資源管理学科
- 近畿大学農字部環境管理学科
- 琉球大学農学部地域農業工学科
- 環境工学科#農業、生物等環境工学科をもつ学校

コース制
- 岩手大学農学部共生環境課程地域環境工学コース→食料生産環境学科農村地域デザイン学コース→岩手大学 農学部 食料農学科 農学コース
- 宮城大学食産業学部環境システム学科（旧宮城県農業短期大学）→事業構想学群地域創生学類地域科学コース
- 秋田県立大学生物資源科学部アグリビジネス学科 農業生産技術系「アグリテクノロジーグループ」および農業農村基盤・環境系「ルーラルエンジニアリンググループ」
- 茨城大学農学部地域環境科学科→地域総合農学科地域共生コース
- 筑波大学生命環境科学群生物資源学類（第二学群生物資源学類、旧農林工学系）環境工学コース
  - 大学院は生命環境科学研究科 博士前期課程 生物資源科学専攻 生物環境工学領域　博士後期課程 国際地縁技術開発科学専攻 エコリージョン基盤開発学領域
- 東京農工大学農学部地域生態システム学科農業環境工学分野・大学院 農学研究科 農業環境工学専攻 および 国際環境農学専攻
- 明治大学農学部農学科[注釈 1]
- 新潟大学農字部農学科流域環境学プログラム（旧生産環境科学科農業工学コース）
- 信州大学農字部農学生命科学科森林・環境共生学コース（旧森林科学科田園環境工学コース農山村環境学講座）
- 石川県立大学生物資源環境学部環境科学科水環境管理系
- 岐阜大学農字部応用生物科学部応用生物科学科生産環境科学課程環境生態科学コース
- 三重大学農字部生物資源学部共生環境学科地球環境デザイン学教育コース(農業土木学プログラム)農業農村工学講座
  - 大学院は生物資源学研究科共生環境学専攻農業土木学講座
- 大阪公立大学農学部緑地環境科学科応用生命科学分野生物情報工学領域（生物情報工学講座）／大学院農学研究科 緑地環境科学専攻 緑地環境科学分野 環境資源管理学領
- 神戸大学農学部食料環境システム学科生産環境工学コース地域環境工学プログラム（JABEE プログラム)／大学院農学研究科食料共生システム学専攻生産環境工学講座
- 鳥取大学農字部生命環境農学科国際乾燥地農学コース（旧生物資源環境学科生存環境学講座）
- 島根大学生物資源科学部環境共生科学科地域工学コース（旧生物資源科学部地域環境科学科地域工学教育コース←旧農学部地域開発科学科）
- 愛媛大学農学部生物環境学科地域環境工学コース（旧生物資源学科地域環境工学専門教育コース）
- 高知大学農林海洋科学部（物部キャンパス）農林資源環境科学科生産環境管理学プログラム（旧農学科流域環境工学コース）
- 九州大学農学部生物資源環境学科生物資源生産科学コース生物生産環境工学分野（旧地域環境工学分野）・大学院生物資源環境科学府 生産環境科学専攻 農学研究院 生産環境科学講座
- 佐賀大学農学部 生物環境科学科生物環境保全学コース
- 宮崎大学農学部 森林緑地環境科学科(一部)および植物生産環境科学科生産環境領域
- 鹿児島大学農学部農林環境科学科地域環境システム学コース（旧生物環境学科）